# Velić
Velić je naselje (selo) udaljeno oko 5 kilometara od grada Trilja, u Splitsko-dalmatinskoj županiji. Nalazi se uz državnu cestu D220.

## Stanovništvo
| broj stanovnika | 236   | 250   | 253   | 306   | 336   | 359   | 377   | 364   | 432   | 401   | 393   | 412   | 395   | 408   | 298   | 288   | 266   |
|                 | 1857. | 1869. | 1880. | 1890. | 1900. | 1910. | 1921. | 1931. | 1948. | 1953. | 1961. | 1971. | 1981. | 1991. | 2001. | 2011. | 2021. |

## Povijest
U Veliću se 23. rujna 1943. dogodio zločin kada su dijelovi 7. SS divizije „Prinz Eugen“ strijeljali 11 osoba. 